# Carmel Highlands
Carmel Highlands es un área no incorporada ubicada del condado de Monterrey en el estado estadounidense de California. La localidad se encuentra a 5,6 km al sur de Carmel, en la zona conocida como el Valle de Carmel al norte de Big Sur y en las proximidades de la reserva natural de Point Lobos. Pertenece al lugar designado por el censo con el nombre de Carmel Valley Village.
Está a una altura sobre el nivel del mar de 97 m. y se comunica por carretera mediante la estatal 1. El precio de las casas se encuentra entre los más caros de Estados Unidos ya muchas personas famosas disponen de casas de veraneo en la localidad.
La localidad fue creada en 1916 por los promotores Frank Powers y Franklin Devendorf.

## Gente notable
- Brad Pitt, actor[3]
- John Denver, cantautor estadounidense y residente entre 1996 y 1997, murió en un accidente aéreo en la bahía de Monterey cerca de Pacific Grove, el 12 de octubre de 1997.[4]

- Joan Fontaine, Actriz ganadora del Premio de la Academia[5]